# Drymonia mortoniana
Drymonia mortoniana är en tvåhjärtbladig växtart som beskrevs av Wiehler. Drymonia mortoniana ingår i släktet Drymonia och familjen Gesneriaceae. Inga underarter finns listade i Catalogue of Life.